# 1035 Amata
Az 1035 Amata (ideiglenes jelöléssel 1924 SW) a Naprendszer kisbolygóövében található aszteroida. Karl Wilhelm Reinmuth fedezte fel 1924. szeptember 29-én, Heidelbergben.